# Oudmourte
Cet article concerne la langue oudmourte. Pour le peuple oudmourte, voir Oudmourtes.
Cette page contient des caractères spéciaux ou non latins. S’ils s’affichent mal (▯, ?, etc.), consultez la page d’aide Unicode.

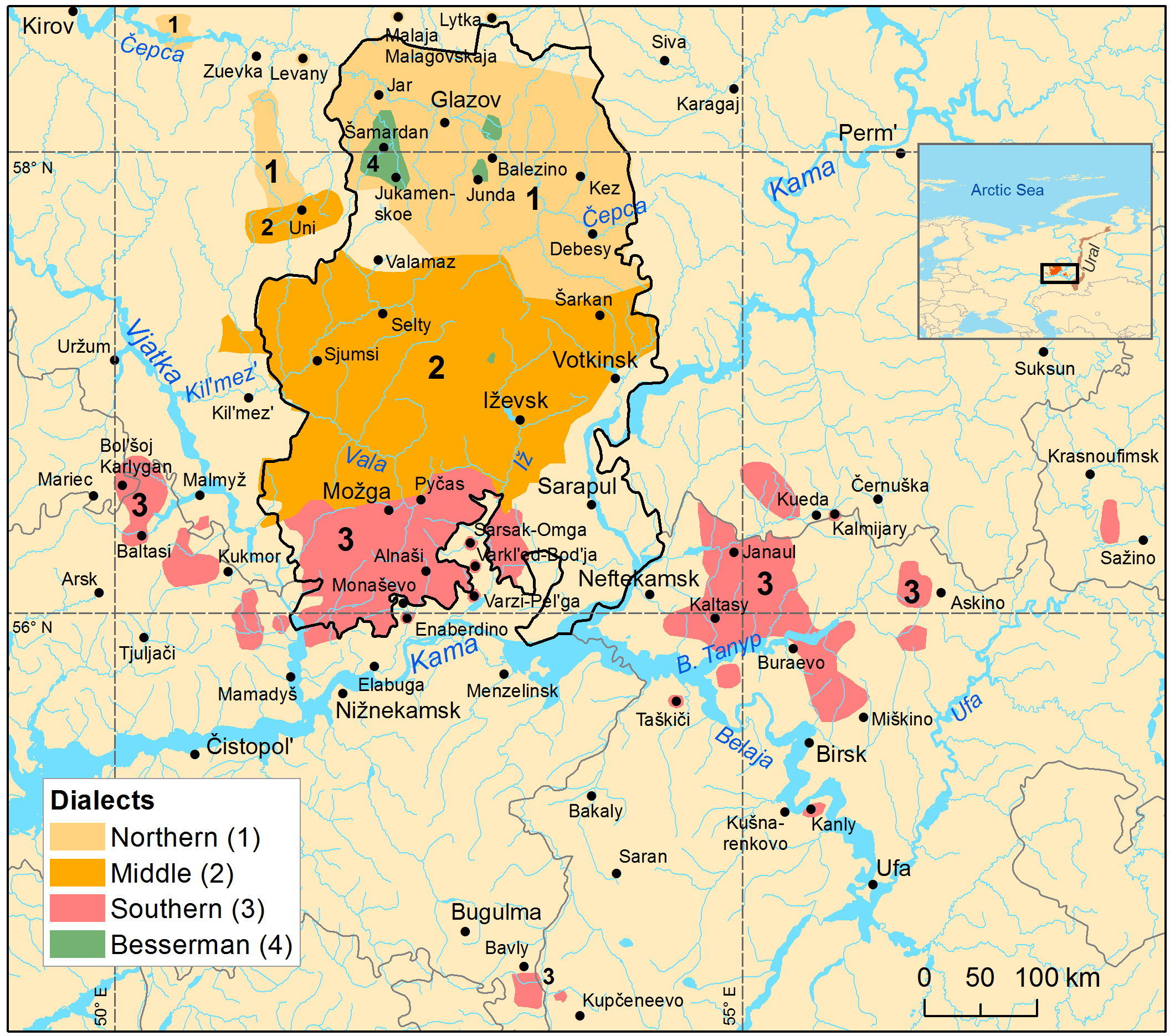
Carte des dialectes oudmourte au début du XXIe siècle.

L'oudmourte (Удмурт кыл), ou votiak, est une langue parlée par les Oudmourtes en Russie. Elle forme, avec le komi, la branche permienne des langues ouraliennes.

## Répartition géographique
L'oudmourte est parlé entre les vallées de la Kama et de la Viatka, principalement en Oudmourtie (un des sujets de la fédération de Russie) ainsi que dans les républiques avoisinantes du Tatarstan et de Bachkirie, ainsi que dans le kraï de Perm et l'oblast de Kirov.

## Nombre des locuteurs
Le nombre de locuteurs est en baisse :
- le recensement soviétique de 1979 indiquait 704 400 locuteurs[réf. nécessaire] ;
- d'après le recensement soviétique de 1989, on estime que la langue était alors parlée par 520 000 personnes[2] ;
- le recensement russe de 2010 ne retrouve plus que 339 800 locuteurs[1].

## Dialectes
Les parlers oudmourtes sont très homogènes, à l'exception du parler de la région de Glazov.

## Alphabet
L'oudmourte utilise l'alphabet cyrillique sous sa forme russe, avec quelques adaptations.
| А а | Б б | В в | Г г | Д д | Е е | Ё ё |
| Ж ж | Ӝ ӝ | З з | Ӟ ӟ | И и | Ӥ ӥ | Й й |
| К к | Л л | М м | Н н | О о | Ӧ ӧ | П п |
| Р р | С с | Т т | У у | Ф ф | Х х | Ц ц |
| Ч ч | Ӵ ӵ | Ш ш | Щ щ | Ъ ъ | Ы ы | Ь ь |
| Э э | Ю ю | Я я |     |     |     |     |

## Déclinaison du nom
L'oudmourte compte 15 cas : nominatif, accusatif, génitif, ablatif, datif, abessif, adverbial, instrumental, approximatif, inessif, illatif, élatif, prolatif, terminatif, égressif.

## Importance culturelle
L'oudmourte n'a guère de visibilité internationale, et rares sont les locuteurs étrangers de l'oudmourte. On peut toutefois signaler que le film Uzy-Bory (en), premier film en oudmourte, a été réalisé par un Polonais parfaitement oudmourtophone, Piotr Palgan. L'artiste français Munchoman est l'auteur de reprises de chansons en oudmourte, et le groupe Silent Woo Goore (udm) est composé de Russes d'origine oudmourte qui s'expriment en oudmourte.
En 2012, le groupe désigné pour représenter la Russie au concours Eurovision de la chanson est Bouranovskie Babouchki, un groupe de grands-mères oudmourtes qui chantent dans leur langue. Elles se classent 2e en finale avec leur chanson Party for Everybody, chantée en oudmourte et en anglais.
Le 10 septembre 2019, Albert Razine, universitaire oudmourte émérite, s'immole par le feu à Ijevsk pour protester contre une loi russe de 2018 qui restreint considérablement l'apprentissage et l'utilisation de l'oudmourte (et des autres langues indigènes autres que le russe),.